# Los Nogales (Antequera)
Los Nogales es una pedanía del municipio de Antequera, en la provincia de Málaga, Andalucía, España. Está situada al sur del término municipal, a unos 17 kilómetros del núcleo principal de Antequera, muy cerca del Paraje Natural de El Torcal. Cuenta con unos cien habitantes dedicados a tareas agrícolas principalmente. La población celebra sus fiestas en el mes de julio.